# 平舟镇
平舟镇，是中华人民共和国贵州省黔南布依族苗族自治州平塘县下辖的一个乡镇级行政单位。
2014年2月13日，贵州省人民政府批复同意平塘县部分乡镇行政区划调整，新设置的平舟镇辖原平湖镇、苗二河乡、甘寨乡、白龙乡，镇人民政府驻玉池社区。
2015年3月25日，贵州省人民政府批复同意平舟镇行政区划调整，从平舟镇析置金盆街道，析置后的平舟镇辖乐康村、新全村、摆克村、黄平村、龙兴村、京舟村、董联村、苗攀村、苗乡村、土寨村、磨刀石村、甘寨村、拉全村、基哈村、兴民村，镇人民政府驻磨刀石村。

## 行政区划
平舟镇下辖以下地区：
拉全村、兴民村、苗攀村、京舟村、董联村、黄平村、乐康村、摆克村、新全村、龙兴村、甘寨村、土寨村、苗乡村、磨刀石村、基哈村、白龙乡、苗二河乡和甘寨乡。